# Перегоновий автомобіль

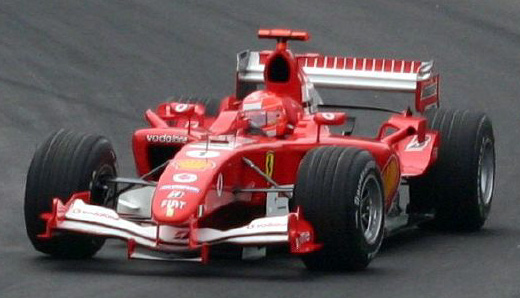
Автомобіль для перегонів класу «Формула І» Ferrari F2005 Міхаеля Шумахера на чемпіонаті Канади 2005

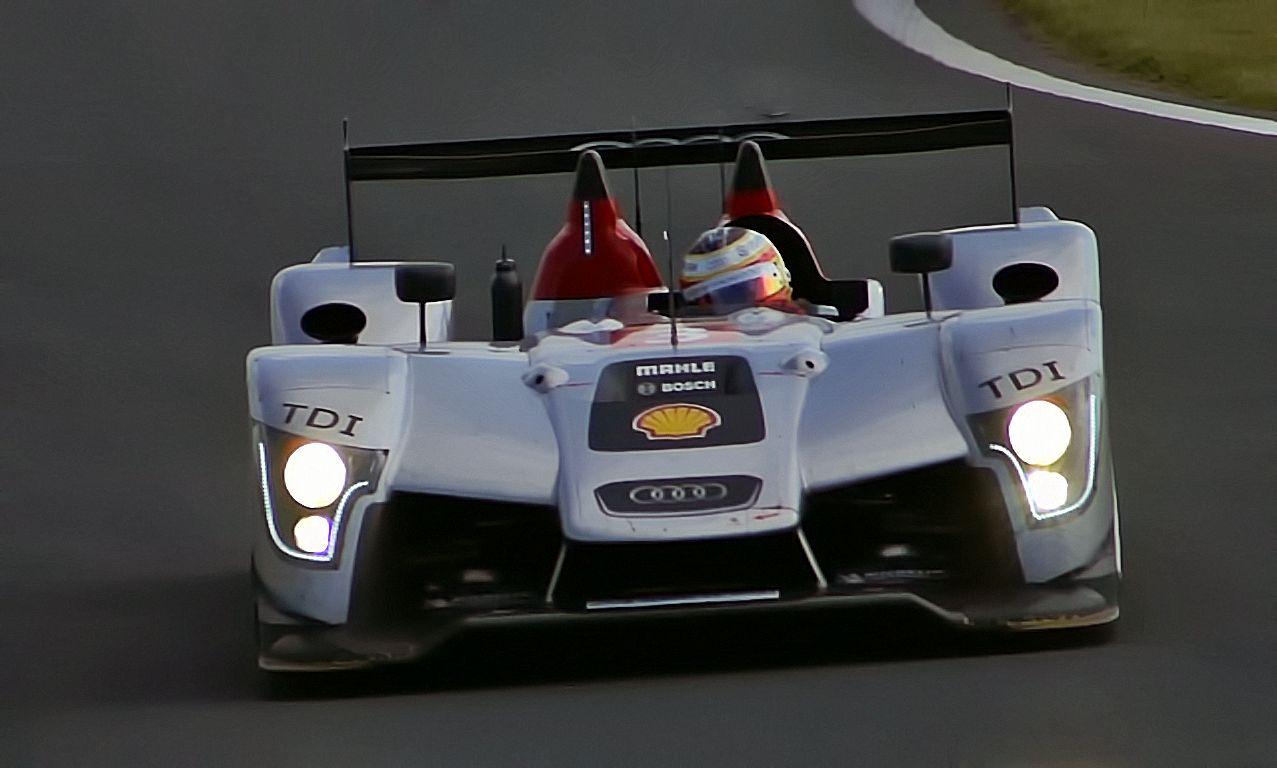
Автомобіль для перегонів Audi R15 TDi на 24 годиній гонці в Ле-Мані 2009

Перего́новий автомобіль — одномісний (монопосто, від італ. mono — "одне" та posto — "місце") автомобіль, призначений для участі в автомобільних перегонах, у тому числі для встановлення рекордів швидкості (рекордно-перегоновий і надшвидкісні автомобілі — «боліди»).
Закордонні фірми почали будувати перегонні автомобілі після 1900. Класифікація та технічні вимоги до перегонних автомобілів регламентуються правилами Міжнародного спортивного кодексу, прийнятого в 1962, і додатками до нього, розробленими спортивною комісією Міжнародної автомобільної федерації (ФІА).
За робочим об'ємом двигуна (л) і власною масою (кг) гоночні автомобілі поділяються на три групи — перегонні формули: 1-ша (до 3 л, не менше 500 кг), 2-га (до 1,6 л, не менше 450 кг), 3-тя (до 1 л, не менше 400 кг). Застосовується і формула 4-та (мотоциклетний двигун до 250 см3), офіційно не затверджений ФІА. Рекордно-гоночні автомобілі з газотурбінними двигунами виділені в окремий клас.
Найкращі двигуни перегоних автомобілів Формули-1 мають літрову потужність до 110 кВт/л (150 к.с./л) при 12000 об/хв і з 11-12 ступенем стиснення та 4-клапанною схемою, що забезпечує швидкохідність двигуна при кращому наповненні циліндрів. На всіх гоночних автомобілях формул 1 і 2 застосовують пристрої безпосереднього впорскування пального. Як правило, гоночні автомобілі мають багатоступеневі (п'ятиступінчаті) трансмісії. Зчеплення зазвичай дводискові. Гальма дискові, вентильовані; ширина ободів коліс і шин більша, ніж у звичайних легкових автомобілів (понад 400 мм). У СРСР виробляли гоночні автомобілі Формули-4 Талліннського авторемонтного заводу, спортивні автомобілі «ЗІЛ-112с», рекордно-гоночні «Харків-7» і газотурбінні автомобілі «Піонер».
Найвідомішими фірмами, що виробляють перегонні автомобілі, є закордонні: «Лотус» (Велика Британія), «Порше» (ФРН), «Форд» (США), Феррарі (Італія) та ін.
Абсолютний світовий рекорд швидкості на суходолі встановив 23 жовтня 1970 Г. Габеліч (США) на ракетному автомобілі «Блакитне полум'я» (Blue Flame) — 1014,294 км/год. Абсолютний світовий рекорд швидкості на автомобілі належить Енді Ґріну (Велика Британія), який у 1997 році досяг 1227,986 км/год на реактивному автомобілі Thrust SSC. 

## Зноски
1. ↑  Гоночний автомобіль
2. ↑  Гоночные автомобили. Архів оригіналу за 16 липня 2010. Процитовано 5 березня 2010.
3. ↑  FIA World Land Speed Records. Federation Internationale de l'Automobile (англ.). 10 червня 2012. Процитовано 3 липня 2025.